# Miquel Vidal i Guardiola
Miquel Vidal i Guardiola (Barcelona, 3 de novembre de 1887 - Lisboa, 1961) fou un polític i economista català, diputat a Corts durant la Segona República.

## Biografia
Estudià als jesuïtes de Sarrià i es llicencià en dret a la Universitat de Barcelona el 1906. Especialitzat en dret tributari, el 1907 succeí Pere Coromines i Montanya com a cap del negociat de finances de l'ajuntament de Barcelona i fou professor de l'Escola d'Alts Estudis Mercantils i de l'escola de l'administració de la Mancomunitat de Catalunya, i treballà per al Ministeri d'Economia i Hisenda d'Espanya. Vinculat doctrinalment a Georg von Schanz i Max von Heckel, va publicar articles d'economia i tributació a El Diluvio, La Vanguardia i Diari Mercantil (1932-35).
Ideològicament proper a la Lliga Regionalista, col·laborà amb Francesc Cambó en la constitució de la Compañía Hispano-Americana de Electricidad el 1920, a partir d'una societat alemanya, i fou el traductor al català del discurs d'Albert Einstein a l'ajuntament de Barcelona el 1923. Durant la Segona República Espanyola milità a la Lliga Catalana, en la que formà part del consell de govern i amb la qual fou elegit diputat a les eleccions generals espanyoles de 1933 i a les eleccions al Parlament de Catalunya de 1932. A les eleccions generals espanyoles de 1936 fou elegit diputat pel Front Català d'Ordre.
El seu fons es conserva a la Biblioteca de Catalunya.

## Obres
- La reforma de los impuestos directos en Prusia (1891-1893) ante el estado actual de la tributación española (1910)
- Programa de l'assignatura de la teoria de la Hisenda Pública (1921)